# Karel Klostermann

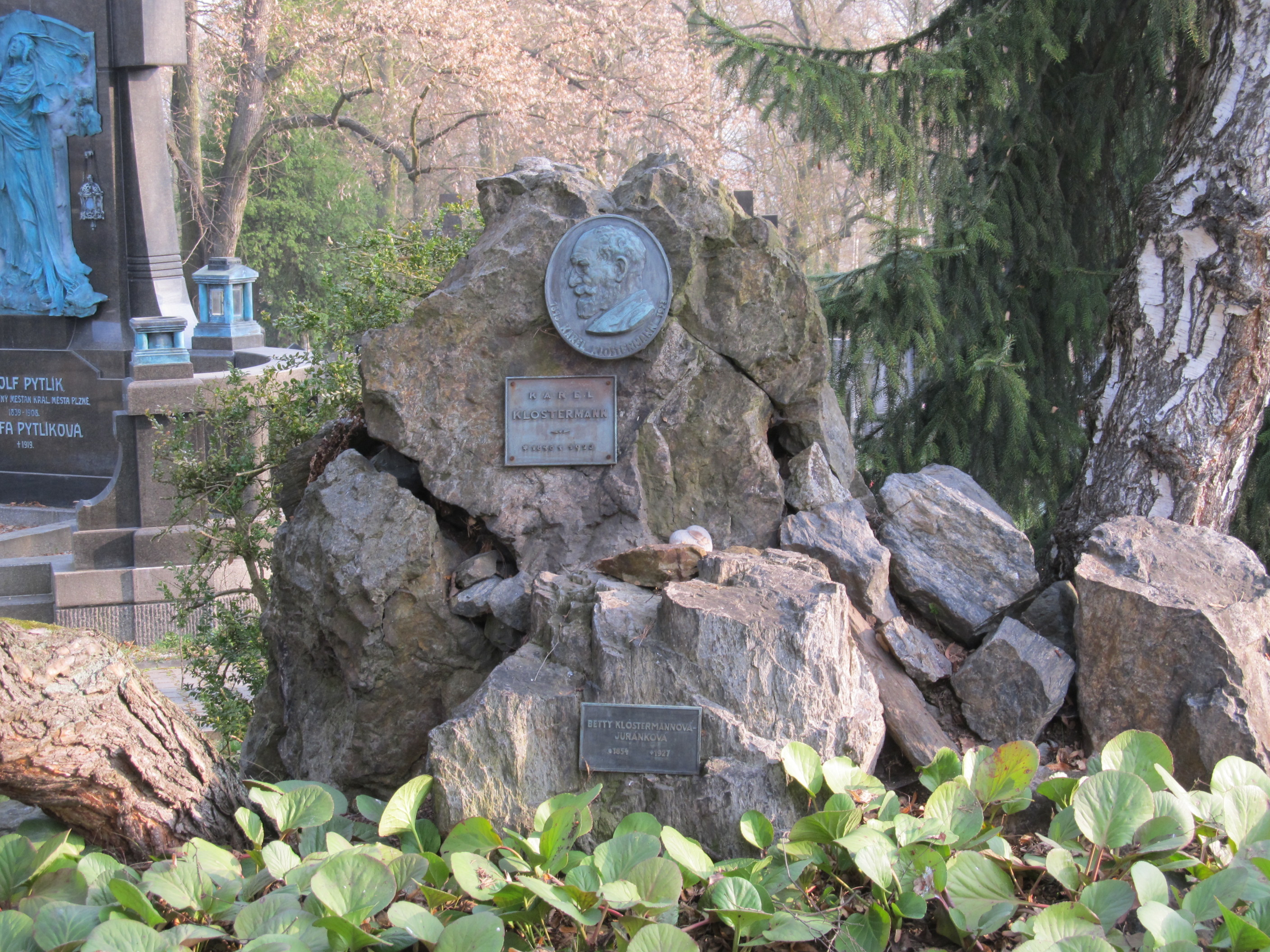
Hrob Karla Klostermanna na ústředním hřbitově v Plzni

Karel Faustin Klostermann [klostrman], též pseudonymy Faustin, Doubravský (13. února 1848 Haag am Hausruck, – 16. července 1923 Štěkeň) byl český spisovatel německé národnosti s regionálním zaměřením na oblast Šumavy, Pošumaví a Šumavského Podlesí. Byl představitelem realismu v literatuře a tzv. venkovské prózy. Jeho sebrané spisy obsáhly přes čtyřicet svazků románů, povídek, črt, fejetonů a skic, i část soustavných pamětí.

## Život

### Dětství

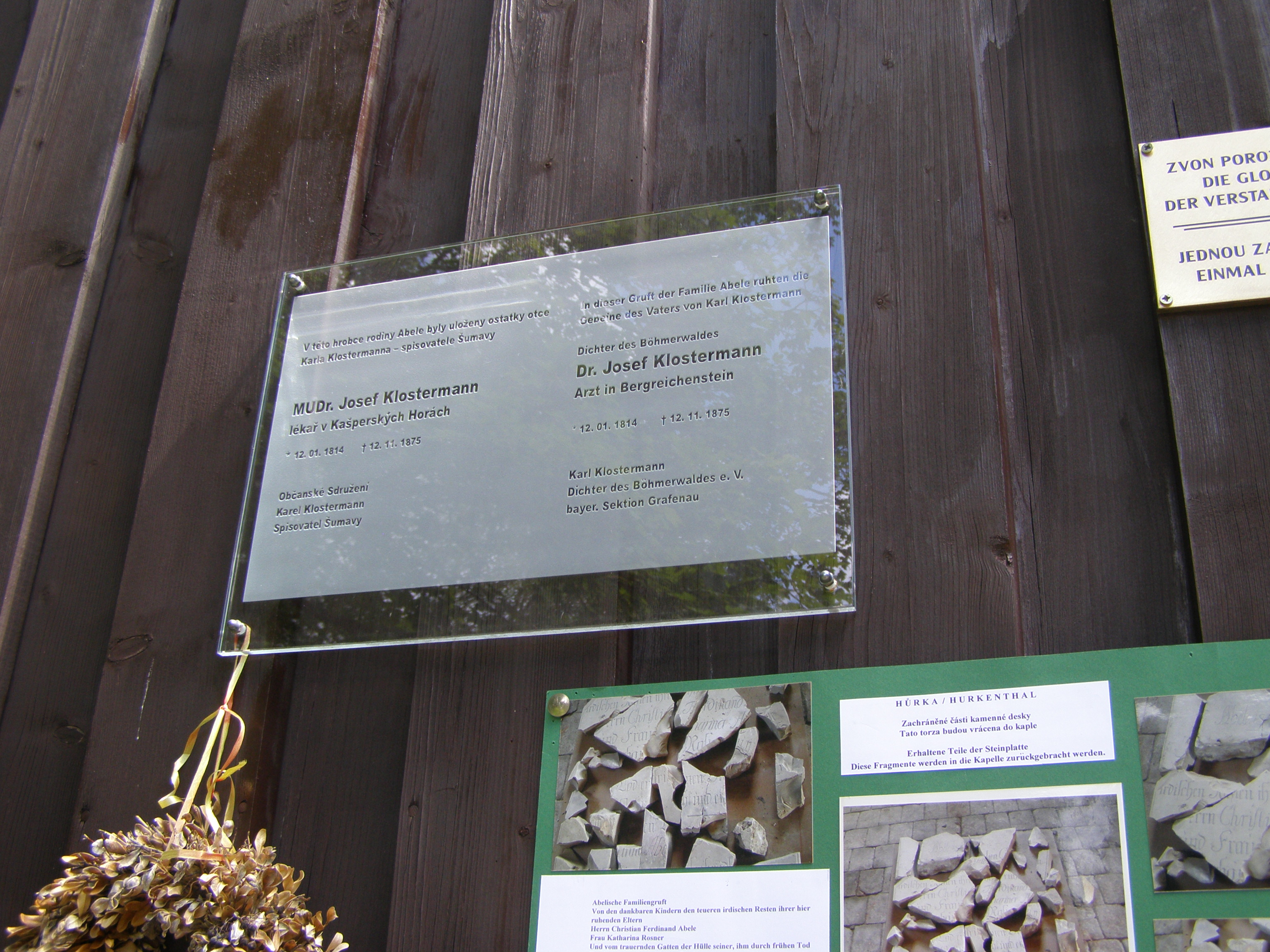
Pamětní deska MUDr. Josefa Klostermanna v Hůrce

Výhled z Klostermannovy vyhlídky nedaleko Srní

Karel Klostermann se narodil 13. února 1848 v hornorakouské obci Haag am Hausruck. Toto datum pochází z matriky narozených. Některé literárně-historické publikace i jiné zdroje jako datum Klostermannova narození uvádějí mylně 15. únor.) Narodil se v rodině lékaře Josefa Klostermanna ( 12. ledna 1814 –  12. listopadu 1875) a Charlotte (Karoliny) Hauerové (* 29. březen 1822 – † 23. září 1903), původem ze sklářské rodiny Abélé, a byl pokřtěn jako Karel Faustin. Zde je možné hledat původ pseudonymu, pod nímž publikoval část své tvorby. Karel byl nejstarším z deseti sourozenců, kteří se dožili dospělosti (pěti chlapců a pěti dívek), dva starší sourozenci zemřeli v dětském věku ještě před Karlovým narozením.
V Haagu se Klostermannovým příliš nedařilo, a tak se koncem května 1849 přestěhovali do Sušice, kde Karlův otec nastoupil jako praktický lékař. Tou dobou byla na světě už i Růžena, Karlova sestra, která mu byla po celý život velkou oporou. Po příchodu do Sušice najali Klostermannovi chůvu Sabinu, která Karlovi byla druhou matkou, a to až do pozdního věku. Začátkem roku 1854 byl Josef Klostermann povolán říšským knížetem Gustavem Joachimem Lambergem, majitelem panství mj. v Žichovicích pod hradem Rabím, za panského lékaře. Dětství trávil Klostermann bez dozoru, otec mu dopřával volnost „nemaje zbytečné úzkostlivosti o zdraví dítěte“. Pobýval u pasáčků, u nichž patrně pojal v celoživotní lásku ke zvířatům všeho druhu. Svá mladá léta strávil tedy Klostermann především v Žichovicích a Štěkni. V letech 1855–1857 navštěvoval školu ve Stříbrných Horách (do té doby ho doma vzdělávala jeho matka). Na zdejšího učitele Petra Šafránka vzpomíná v autobiografii Červánky mého mládí.

### Studia
Gymnaziální studia konal nejprve rok v Písku (1857–1858), následně v Klatovech (1858–1861, češtinu ho zde vyučoval Alois Vojtěch Šmilovský) a ukončil je opět v Písku (1861–1865). Klostermannův otec si přál, aby ho syn ve vysokoškolských studiích následoval, což Karel skutečně učinil. Svá studia medicíny ve Vídni (1865–1869) však nedokončil a v roce 1870 se stal na dva roky soukromým vychovatelem v Žamberku.

### Dospělost
Ze Žamberku putoval roku 1872 zpět do Vídně, kde nastoupil do redakce vídeňského časopisu s pročeským zaměřením Wanderer. Toto místo mu zajistil univerzitní profesor Eduard Albert, rodák ze Žamberka a taktéž student vídeňské medicíny (promoval 1867). Klostermann patřil společně s T. G. Masarykem či F. L. Riegrem mezi Albertovy přátele, kteří se od 90. let scházeli v Albertově žamberské vile.
Hned v dalším roce (1873) bylo ovšem vydávání časopisu Wanderer z finančních důvodů zastaveno a Klostermann přijal jako provizorium místo suplenta na německé reálce v Plzni, kde vyučoval němčinu a francouzštinu až do roku 1908 (od r. 1878 už jako profesor).
Po dvou letech svého působení ve školství (1875) se oženil. Roku 1898 ovdověl a téhož roku se oženil podruhé. Jeho ženou se stala zámožná vdova po továrníkovi, což ho finančně zajistilo až do konce života. Zemřel na rozedmu plic 16. července 1923 na zámku ve Štěkni u Strakonic.
Klostermann měl ohromující jazykové nadání. Za svých studií ve Vídni a během svého pobytu v Žamberku se zdokonaloval ve francouzštině, italštině, ruštině, španělštině, srbochorvatštině, angličtině, rumunštině a polštině, později i novořečtině.

### Působení na národnostním rozhraní
Klostermannovo působení na národnostním rozhraní nebylo za postupujících nacionálních třenic bez obtíží. Protože sám pocházel z německo-českého prostředí, vnímal Šumavu jako společný domov obou národů a její budoucnost viděl v součinnosti Čechů a Němců. Svou angažovanost ve prospěch Čechů vysvětloval jako potřebu pomáhat menšímu národu, který se chce povznést, a to ve spolupráci s jinými národy, nikoliv na jejich úkor.
Podpora českého obrození však Klostermanna nikdy nedovedla k protiněmeckému smýšlení. Snažil se naopak o vzájemné porozumění mezi česky a německy mluvícími obyvateli Čech, které byly jeho milovanou vlastí. V korespondenci z doby jeho studia ve Vídni jsou patrné určité rozepře, které „pročeský“ Karel Klostermann vedl se svým německy cítícím otcem.

## Dílo
Klostermann ve svých začátcích vycházel z dokumentárně pojatého fejetonu a cestopisné črty, v nichž s citem mísil spisovný jazyk a místní nářečí. Své německy psané črty a cykly fejetonů uveřejňoval např. ve staročeském časopise Politik (cyklus črt Heiteres und Trauriges aus dem Böhmerwalde, 1885–1886, česky Veselé i smutné obrázky ze Šumavy). Do tohoto německy psaného listu vycházejícího v Čechách Klostermann přispíval dlouhá léta (od r. 1872).
Zralý vypravěč (naplno se začal literatuře věnovat až jako čtyřicátník) znalý Šumavy byl zajímavým pro českou kulturní politiku osmdesátých let, která stála o hlubší kulturní zapojení Šumavy do Čech. Klostermann tak začal spolupracovat s českými časopisy, v nichž pak na pokračování vycházely jeho romány a povídky (nejedna z nich přitom byla přepracováním autorovy německy psané črty). Přestože nepřestával přispívat do německy psaných listů, věnoval se po r. 1890 převážně českým čtenářům.
Klostermannovi se v jeho románech a povídkách podařilo mistrně vystihnout život a tradice šumavských obyvatel i těsnou souvislost mezi člověkem a přírodou. Ve svých povídkách se zaměřil na zachycení typického životního stylu a obživy obyvatel Šumavy (dřevorubců či tzv. světáků) a fenoménu světáctví, který byl na Podlesí velmi rozšířený. Velikou pozornost přitom věnoval proměnám, kterými Šumava a její obyvatele prošli, ať už šlo o rozpad tradiční rodiny, příchod podnikatelského živlu spojeného na jedné straně s velkým majetkem, na druhé s krizí tradičních řemesel, nebo o ničivou vichřici, která Šumavu postihla 27. října 1870 (srov.).
Karel Klostermann bydlíval několik prázdnin v Bohumilicích. Často navštěvoval zdejší faru a přivedl sem také hudební skladatele a sběratele písní. Zde Klostermann napsal Strýčka z nebe, ale i několik dalších svých prací. Do několika povídek uvedl i zdejší občany a zvláště faráře Hanžla, jehož pohřeb zvěčnil ve svém románu Ecce Homo! V povídce „Přeletěl stín“ ze sbírky „Odyssea soudního sluhy,“ který se odehrává v hospodě u Staňků, uvádí do děje obchodníka Kalčíka, ale popisuje i záchranu hořícího lesa Na Stráni. 
| „ | Neumím naprosto vynalézati ani typů, ani povah, ani událostí, toho daru se mi nedostalo. Osoby, jež předvádím čtenářům, existovaly, a co vypravuji ve svých románech a povídkách, se stalo, já jsem to pouze kombinoval, uspořádal a v jakýsi celek upravil… | “ |

Kritika devadesátých let 19. století, v čele s F. X. Šaldou a J. Vodákem, však Klostermannovo dílo příliš neuznávala. Označovala ho za plochého, příliš popisného.
Jako souborné vydání vycházely na začátku 20. století Spisy Karla Klostermanna. Zatímco Ottův slovník naučný zmiňuje v této souvislosti 35 svazků vycházejících od roku 1894, Lexikon české literatury představuje Spisy Karla Klostermanna jako soubor 38 svazků z let 1904–1928 a autoři publikace Karel Klostermann: Personální bibliografie dokonce jako soubor 40 svazků, které vycházely 1904–1941. Druhé vydání Spisů z let 1919–1934 nebylo dokončeno (pouze 23 svazků), třetí vydání (1940–1941) se skládá ze svazků dvaceti. Druhým souborným vydáním byly Vybrané spisy (1956–1959, 6 svazků).
V roce Klostermannovy smrti (1923) je publikován první výbor z jeho díla (Klostermann mládeži). V následujících šedesáti letech pak vychází dalších 7 výborů, např. Paní Meluzina (1946), Drobné povídky (1959) či Lístky ze šumavské epopeje (1983).
Karel Klostermann se okrajově věnoval také překladatelské činnosti. Přeložil knihu Manžel (1896) spisovatelky italského romantismu Bruno Speraniové a je podepsán i pod překladem historického dramatu Maurice Maeterlincka Monna Vanna (1905).
Klostermann také sepsal do výročních zpráv (1875, 1878) plzeňské reálky, kde vyučoval, dva odborné články o francouzštině. Mezi odborné texty je řazena i jeho předmluva ke knize Leopolda Zeithammera s názvem Land und Leute des Böhmerwaldes (1880).
Literární pozůstalost je uložena v Památníku národního písemnictví pod číslem 342.

### Seznam knižně vydaných děl

#### Česky psaná
| - Ze světa lesních samot (1894) – román , volnou filmovou adaptaci natočil r. 1933 Miroslav Josef Krňanský - V ráji šumavském (1893) – román - Za štěstím (1895) – román, ze života vídeňských Čechů - V srdci šumavských hvozdů (1896) – prózy - Skláři (1896 nebo 1897) – nejprve 1893 vydáni časopisecky pod názvem Majitel hutí, z tohoto důvodu některé publikace zasazují Skláře už do tohoto roku (1893). - Hostinný dům (1896 nebo 1898 nebo 1900) – román - Domek v Polední ulici (1898) – prózy - Kam spějí děti (1901) – román - Bílý samum (1903) – prózy - Světák z Podlesí (1905) – román - Ve světlech a stínech Bábelu (1907) – prózy - Ze šumavského Podlesí (1908) – prózy - Pošumavské rhapsodie (1908) – prózy - Urvané listy (1908) – prózy - Mlhy na Blatech (1909) – tuto románovou kroniku r. 1943 zfilmoval František Čáp - Z dobrého srdce (1909) – prózy - Odyssea soudního sluhy (1910) – próza - Snímky lidí a věcí (1910) – prózy - Robinson na Otavě (1911) – prózy pro mládež - Jiříčkův zimní výlet (1911) – próza pro mládež | - Suplent 1–4 (1913–1914) – román o životě profesorů a žáků pražského gymnázia, dobové svědectví o bídných poměrech ve starém rakouském školství - Žichovičtí půlpáni (1914) – próza - Vypovězen (1914) – próza - Mrtví se nevracejí (1915) – prózy - Ecce homo! (1915) – román - Pozdní láska 1,2 (1919) – román - Zmizelá osada (bez datace, 1921 nebo 1922) – prózy - Dokonalý kavalír (bez datace, 1921) – prózy - Kulturní naléhavost (bez datace, 1921) – úvaha - Naléhavé kapitoly (1922) – próza - Na útěku (bez datace, 1923) – próza Posmrtně - Pan Zbyněk Bukvice na Čakanově 1–4 (1924) – román - Na horké půdě (1925) – prózy, překlad z něm. originálu - Šumavské povídky (1925) - Ze Šumavy – prózy - Prázdniny na Šumavě a jiné kresby (1926) – sebral Max Regal - Červánky mého mládí 1, 2 (1926) – vzpomínky - Z mého revíru (1928) – prózy - Dalčické panstvo (1928) – román |

#### Německy psaná
- Böhmerwaldskizzen (Šumavské črty, 1890, vlastním nákladem) – prózy, česky 1925 pod titulem Ze Šumavy
- Aus Waldwildnissen: Ein Böhmerwaldroman (1897)
- Eine Perle des Böhmerwaldes (1910)
- Die Glasmeister (1922)

## Rozhlasová zpracování
- Čaroděj, sedmidílná četba na pokračování, pro rozhlas upravila Petra Kosová, v režii Miroslava Buriánka četl Josef Nechutný. V plzeňském studiu Českého rozhlasu nahráno v roce 2006.[50]
- Zmizelá osada, desetidílná rozhlasová četba na pokračování, pro rozhlas připravila Renata Venclová. V režii Petra Mančala čte Zdeněk Maryška.[51]
- Vypovězen, rozhlasová hra podle stejnojmenné novely. Rozhlasová dramatizace Tomáš Loužný, dramaturgie Renata Venclová, režie Jakub Doubrava Natočeno v plzeňském studiu roku 2023.[52]

## Filmová zpracování
- Ze světa lesních samot, film z roku 1934[53]
- Mlhy na Blatech, film z roku 1943

## Posmrtné pocty

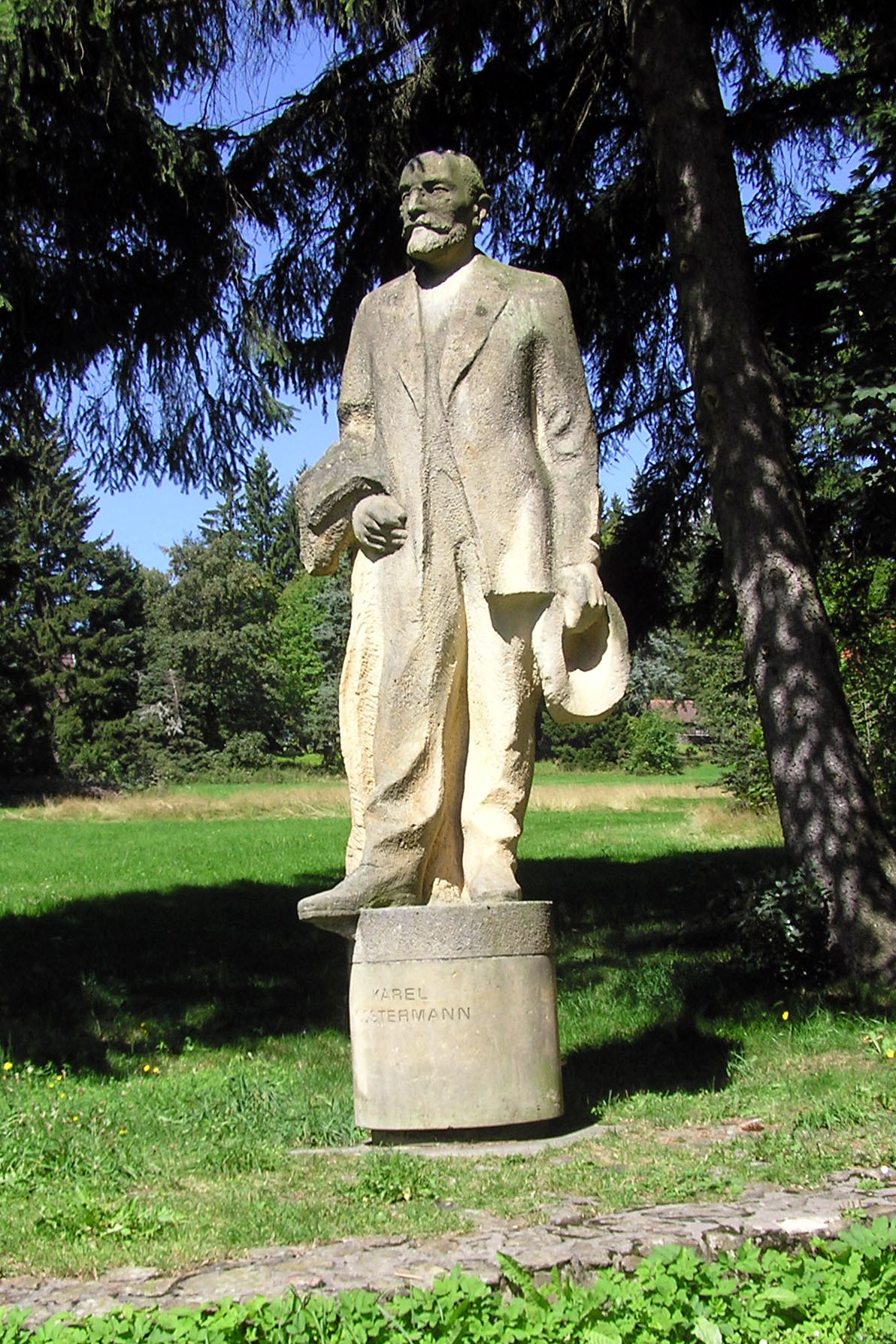
Socha Karla Klostermanna v Javorníku

- Klostermann byl jedním z iniciátorů stavby rozhledny na šumavském vrchu Javorník.[54] Ta byla poprvé otevřena 28. srpna 1938 a nyní nese jméno Klostermannova rozhledna.
- Klostermannova ulice na Jižním Předměstí v Plzni dostala své jméno v roce 1932.
- Pomník Karla Klostermanna sochaře Václava Tůmy v Javorníku na Prachaticku (1968).[55]
- Ve městě Železná Ruda je po něm pojmenovaná základní škola[56] a náměstí.
- Rok 2008 byl vyhlášen jako „Rok oslav výročí Karla Klostermanna“ (v tomto roce uplynulo 160 let od Klostermannova narození a 85 let od jeho smrti). Při této příležitosti Pivovar Strakonice představil polotmavý ležák Klostermann.[57] Česká pošta emitovala ke 160. výročí narození Karla Klostermanna poštovní známku s jeho portrétem.[58] U Štěkeňského zámku byl představen Dub Karla Klostermanna.[59]
- Klostermannova studánka se nalézá ve střední části Moravském krasu (49°19′8″ s. š., 16°43′44″ v. d.).[60]
- Po Karlu Klostermannovi byl pojmenován do prosince roku 2018 pár vlaků R 628/R 629 na trase Plzeň – České Budějovice a zpět.[61]
- Jméno „Klostermann“ nese i planetka číslo 149728, která byla objevena na Kleti v rámci programu KLENOT v roce 2004.[62]